# Arzecla calatia
Espèce
Arzecla calatia est une espèce d'insectes lépidoptères - ou papillons de la famille des Lycaenidae, sous-famille des Theclinae et du genre Arzecla.

## Dénomination
Arzecla calatia a été décrit par William Chapman Hewitson en 1873.

### Noms vernaculaires
Arzecla calatia se nomme Nicaraguan Groundstreak en anglais.

## Description
Arzecla calatia est un petit papillon qui possède à chaque aile postérieure deux queues fines, une longue et une courte.
Le dessus est jaune avec une plage basale et une bande postdiscale marron.
Le revers présente la même ornementation.

## Écologie et distribution
Arzecla calatia présent au Mexique, au Guatemala, au Nicaragua et en Guyane,.

### Protection
Pas de statut de protection particulier.